# 古田一晟
古田一晟（日语：／ Furuta Issei，10月2日—）是一名日本男性聲優，東京都出身，賢Production所屬。

## 簡歷
從3歲起便開始從事歌唱相關的工作，原本也打算繼續走歌唱這條路，但同時也懷抱著想嘗試演戲的念頭。2017年與去世的祖父談起此事時，祖父對她說：「我很喜歡你的聲音，既然如此，不如就多去做一些自己喜歡的事情吧。」這句話成為他立志成為聲優的契機。雖然當時演戲經驗並不多，但他認為自己既然長年身處演藝圈，就只能選擇「以藝為生」的道路。
為School Duo聲優培訓學校第18期生，自2018年4月起隸屬於賢Production。

## 人物
特長與興趣包括鋼琴、作曲、編曲、歌唱、水族館巡禮、文具收藏以及香水製作。
喜歡的遊戲包括《魔物獵人 世界》，此外也經常遊玩《共闘ことばRPG コトダマン》。

## 演出作品
※粗體字為主要角色。

### 電視動畫
2020年
- 新原子小金剛（機器人）

2021年
- 進擊的巨人 The Final Season（民眾）

2022年
- 更多！認真地不認真的怪傑佐羅力（鎮民、客人A）

2023年
- 天國大魔境（種豚12号）
- 蠟筆小新（乘客A）
- 名偵探柯南（男性）

2024年
- 夜晚的水母不會游泳（便利店店員）

2025年
- 膽大黨 第2期（YOSHIKICHI）

### 劇場版動畫
2019年
- 甲鐵城的卡巴內里 海門決戰
- 我的英雄學院：英雄新世紀

2022年
- 泡泡（電氣忍者一員）

2023年
- 閣樓的拉傑 (想像）

### 遊戲
- SHOW BY ROCK!!

2017年
- A3!（觀眾）
- 足球小將翼 夢幻隊伍

2019年
- Readyyy!（柳川彗[4]）

2024年
- Final Fantasy VII 重生

## 外部連結
- 古田 一晟 賢プロダクション [Kenproduction] 声優事務所・タレント事務所・声優プロダクション
- 古田一晟的X（前Twitter）